# Ferești
Ferești è un comune della Romania di 2 183 abitanti, ubicato nel distretto di Vaslui, nella regione storica della Moldavia. 
Ferești è divenuto comune autonomo nel 2004, staccandosi dal comune di Văleni.